# Phaeochrous bicarinatus
Phaeochrous bicarinatus är en skalbaggsart som beskrevs av Kuijten 1986. Phaeochrous bicarinatus ingår i släktet Phaeochrous och familjen Hybosoridae. Inga underarter finns listade i Catalogue of Life.